# MG (britische Automarke)
MG war eine britische Automarke, die sich bis 2005 im Besitz der MG Rover Group befand. Danach wurden die Markenrechte nach China verkauft. Seitdem gibt es die chinesische Marke MG.

## Geschichte

### Gründung und Aufstieg (1923–1939)

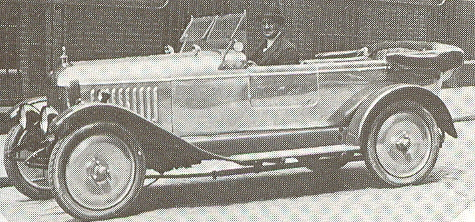
MG 14/28 Sports (1924)

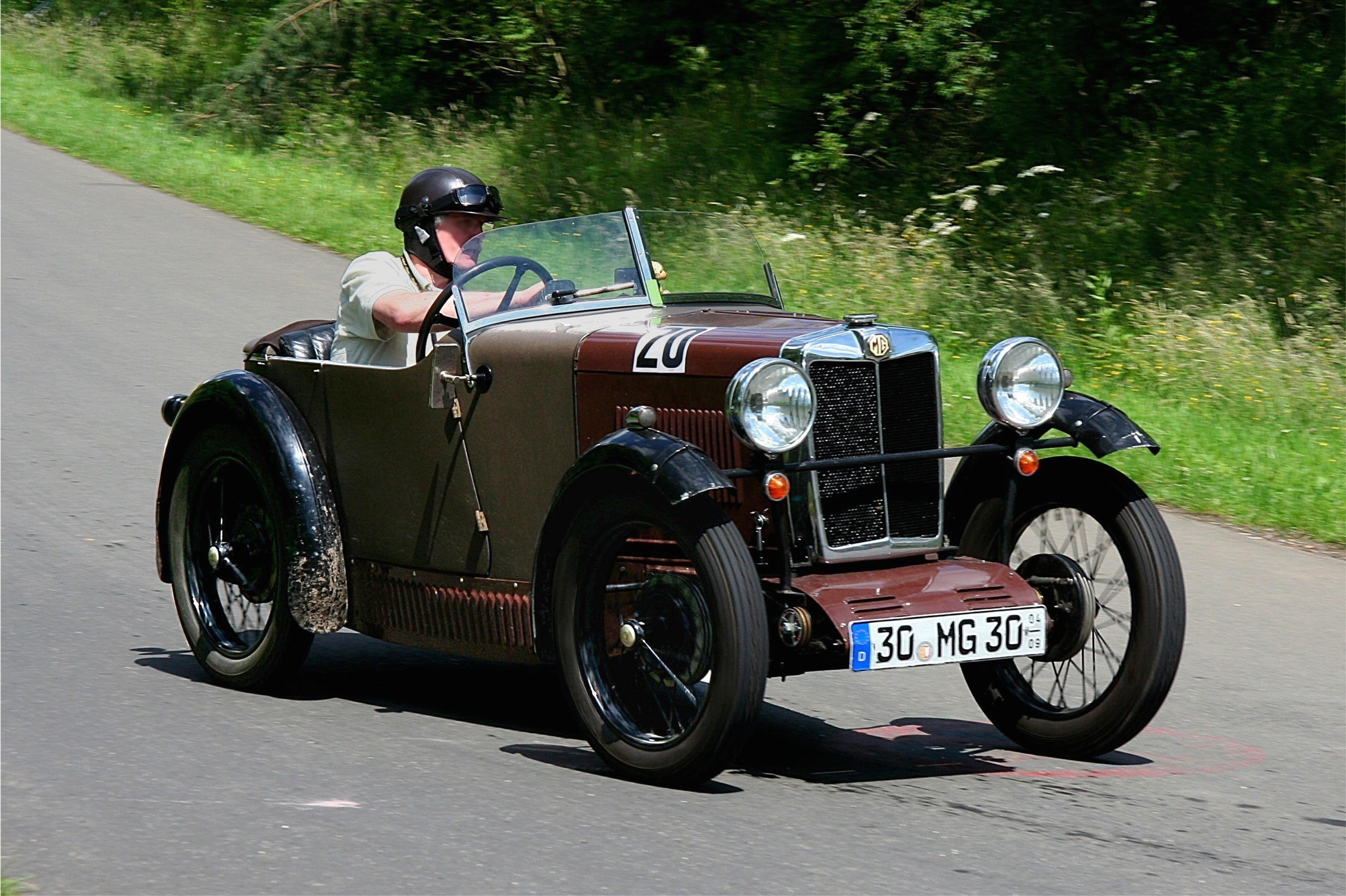
MG M-Type (1930)

Das Unternehmen wurde 1923 in Oxford (England) als „Morris Garages“ gegründet, erster Geschäftsführer war Cecil Kimber. Ende der 1920er erfolgte der Umzug nach Abingdon in Oxfordshire.
Das erste Modell war ein vom Morris Oxford abgeleiteter Sporttourer, der ab 1924 unter dem Namen MG 14/28 verkauft wurde. Ihm folgten sportliche Limousinen, von denen der 1927 vorgestellte MG 14/40 als erstes Fahrzeug das achteckige MG-Emblem trug. Ab 1928 wurde mit dem M-Type Midget erstmals ein einfacher, zweisitziger Sportwagen gebaut, der typisch für das Angebot der Marke wurde. Der auf dem Morris Minor basierende Sportwagen mit ohc-Motoren wurde das erste wirklich erfolgreiche Baumuster der Marke, weil er preisgünstig war und sehr gute Fahrleistungen bot.
Mit dem C-Type Midget wurden 1931 in Montlhéry die ersten Sporterfolge der Marke eingefahren. Weiterentwicklungen waren die Modelle J3/J4 mit aufgeladenen Motoren, die speziell für den Renneinsatz konzipiert waren, und ihre Nachfolger Q-Type und R-Type.
Bis Mitte der 1930er-Jahre umfasste die Modellpalette neben dem kleinen Midget die größeren Modelle Magna und Magnette mit ohc-Sechszylindermotoren von weniger als 1,5 l Hubraum. Obwohl die einfachen, aber zuverlässigen und leistungsfähigen Roadster das Hauptbetätigungsfeld des Unternehmens waren, gab es stets auch sportliche Coupés und Limousinen, die allesamt von Morris-Konstruktionen abgeleitet waren. Ab etwa 1935 ersetzte der T-Type mit einfacher gestalteten ohv-Motoren den Midget und die größeren Vier- und Sechszylindermodelle SA, VA und WA den Magnette.

### Die goldenen Jahre (1945–1980)

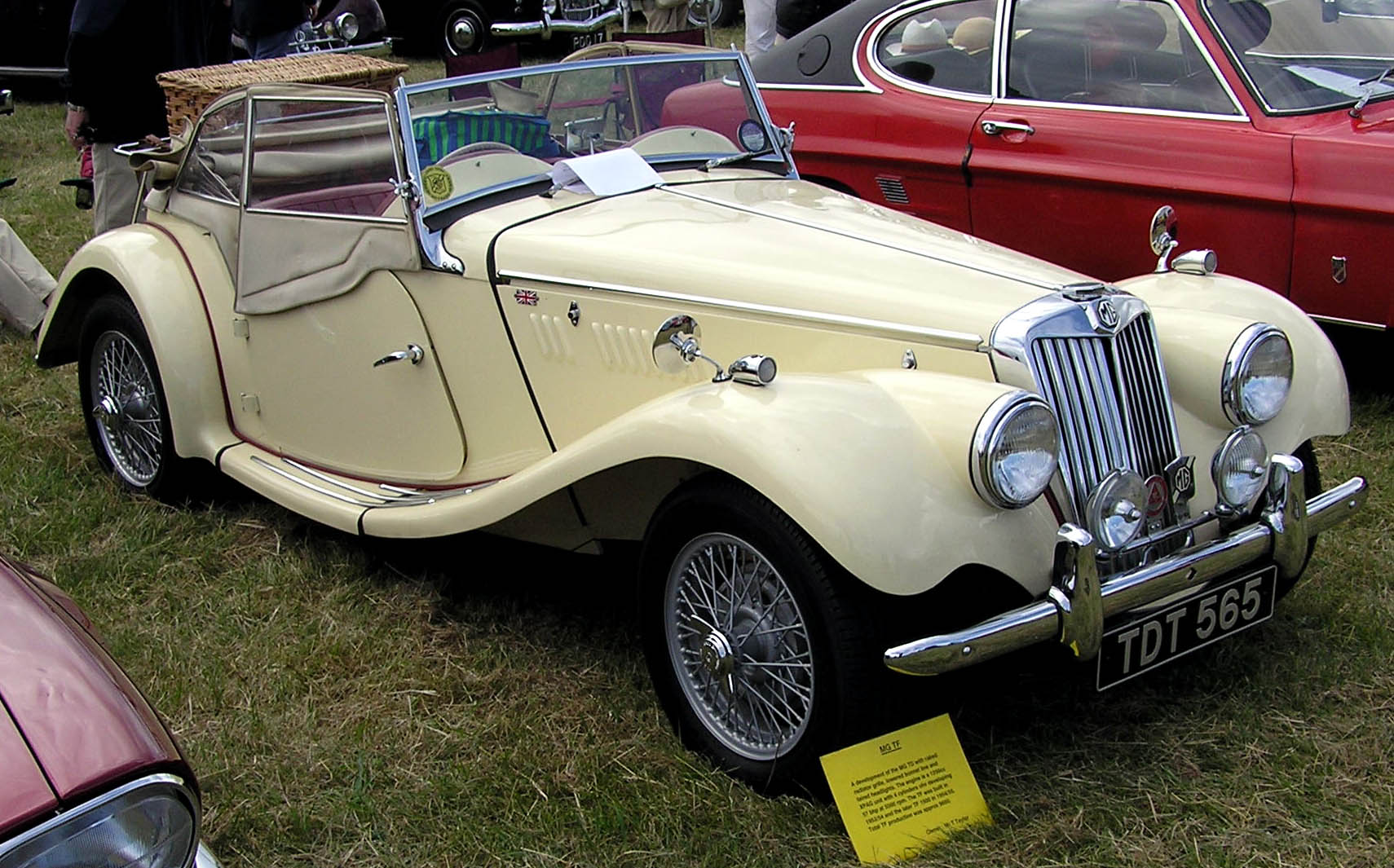
MG TF (1953)

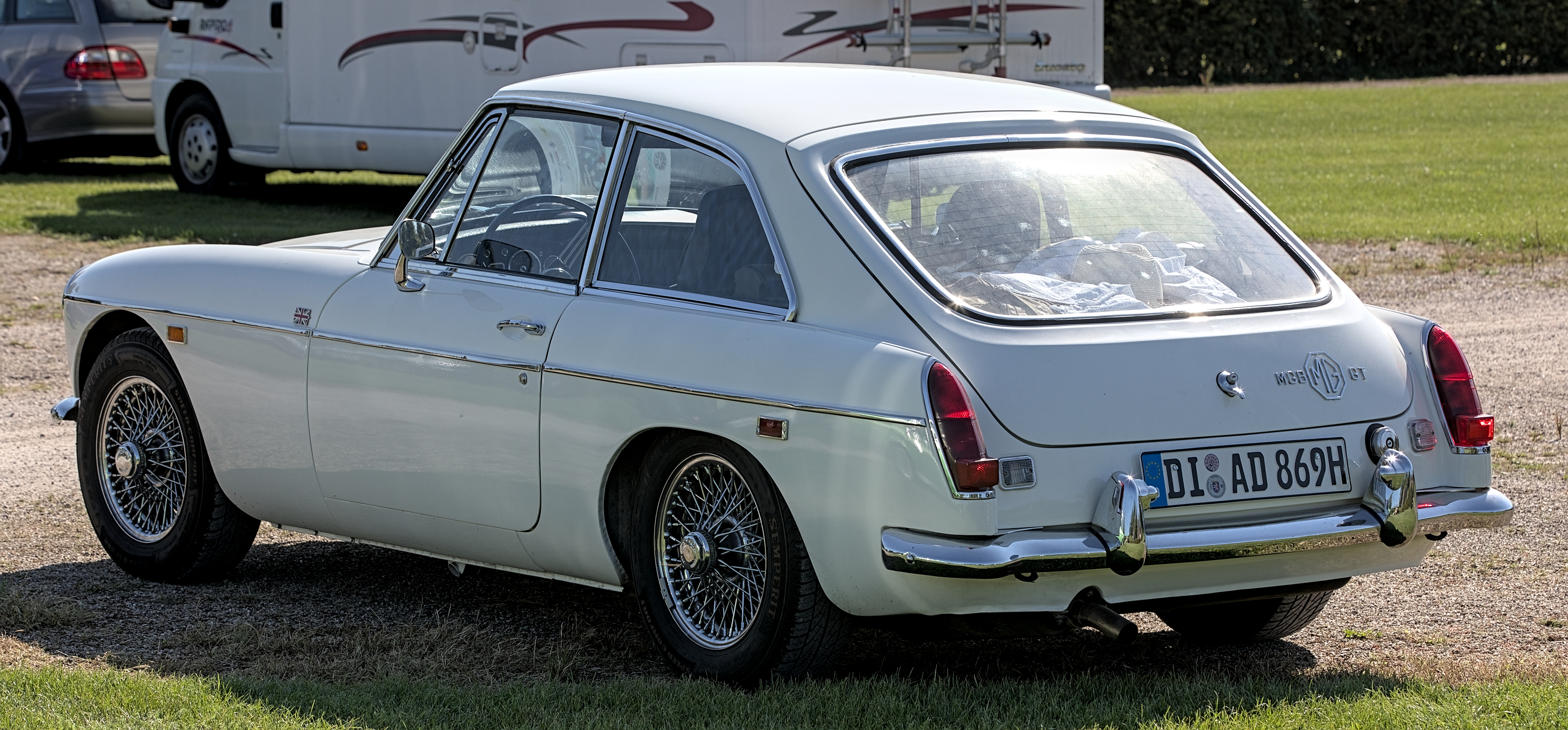
MGB GT (1962–1980)

Nach dem Zweiten Weltkrieg wurde mit dem TC ab 1945 der kleine Sportroadster wieder angeboten. Ab 1947 gesellte sich mit dem Series Y auch wieder eine sportliche Limousine dazu – wie der Roadster mit einem 1,25-l-Vierzylindermotor ausgestattet. Mitte der 1950er-Jahre wurden die alten T-Type-Roadster (zuletzt: MG TF) durch eine vollkommen neue, moderne Konstruktion ersetzt, die als MGA einen Neubeginn anzeigte. Dieser Wagen wurde erstmals auch verstärkt exportiert und erschloss MG vor allen Dingen den wichtigen amerikanischen Markt. Der Name Magnette tauchte wieder auf und bezeichnete bis Mitte der 1960er-Jahre die großen Limousinen, die – mit Vierzylindermotoren ausgestattet – nur etwas luxuriösere Versionen der Schwestermarken Morris und Austin waren. Ab 1961 gab es als kleinstes Modell der Marke wieder einen Midget, der vom Austin-Healey Sprite abgeleitet war. Auch vom Mittelklassemodell des Konzerns, dem Austin/Morris 1100/1300, gab es jeweils eine besser ausgestattete MG-Variante.
Im Mai 1962 löste der MGB mit selbsttragender Karosserie den erfolgreichen MGA ab. Dem inzwischen auf 1,8 l gewachsenen Vierzylindermotor wurde Ende der 1960er-Jahre ein MGC mit 2,9-l-Sechszylinder zur Seite gestellt, Mitte der 1970er-Jahre gar ein MGB V8 mit dem von Rover übernommenen 3,5-l-V8-Motor. Neben dem Roadster gab es den MGB auch als GT-Modell mit festem Dach mit Fließheck.
Noch bis Ende 1980 blieben MGB und MGC im Angebot, dann verschwand die für lange Zeit letzte eigenständige MG-Konstruktion.

### Niedergang und Konkurs (1981–2005)

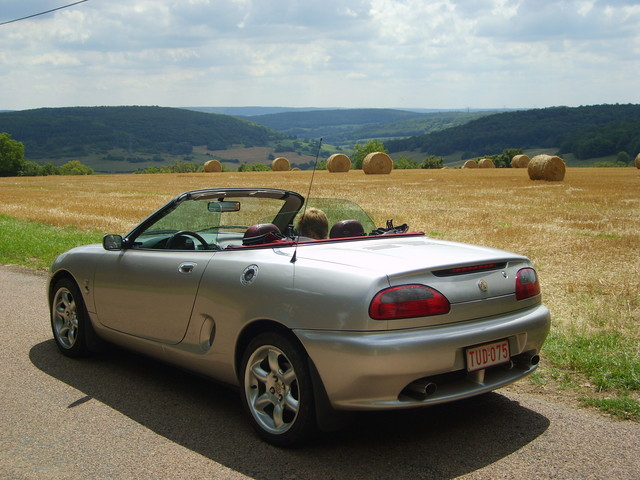
MG F (1995–2002)

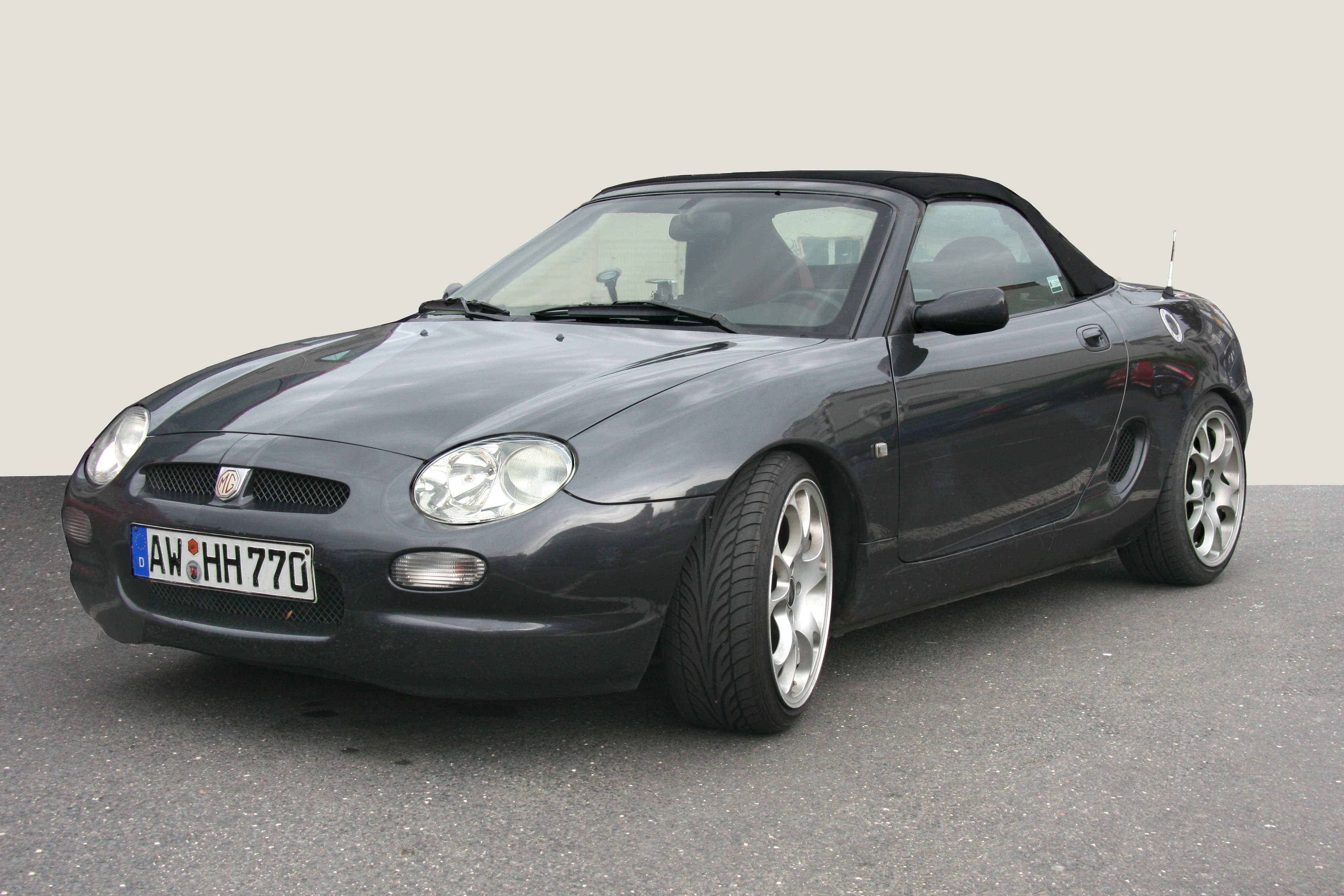
MG F, 2. Serie, 1999–2002 (nicht serienmäßige Räder)

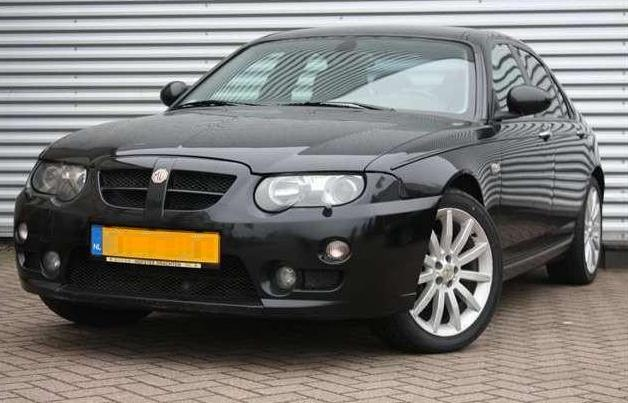
MG ZT (2001–2005)

Ab 1981 waren die MG nur noch Topversionen von Modellen der Konzernschwester Austin, wie z. B. dem Metro, dem Maestro und dem Montego. Diese drei Modelle werden auch als MG-M-Serie bezeichnet und wurden bis 1990 gefertigt. Der Morris-Konzern firmierte zwischenzeitlich als British Motor Corporation (BMC), nach der Übernahme von Leyland als British Leyland Motor Corporation (BLMC). 1984 wurde der letzte Morris gebaut und aus dem BLMC-Konglomerat, das fast alle britischen Automobilhersteller umfasste, entstand nach mehreren wirtschaftlichen Turbulenzen zuerst die Austin-Rover Group und dann die Rover Group.
Nachdem es drei Jahre lang kein MG-Fahrzeug mehr gegeben hatte, legte man mit dem MG RV8 1993 ein eng an den 1980 verschwundenen MGB angelehntes Fahrzeug wieder auf. Der nur im Heimatland in insgesamt 2000 Exemplaren zwei Jahre lang angebotene Roadster besaß einen 4,0-l-V8-Motor von Rover.
1994 übernahm BMW die Rover Group und MG brachte – ermuntert durch den Verkaufserfolg des „Versuchsballons“ MG RV8 – 1995 mit dem MG F wieder eine eigenständige neue MG-Konstruktion heraus. Als erster MG hatte der F einen hinter den Vordersitzen eingebauten Mittelmotor, einen Vierzylinder mit 1,8 l Hubraum.
Bereits im Jahre 2000 verkaufte BMW wegen nachhaltiger Ertragsschwäche ihrer britischen Niederlassung die Rover Group (einschließlich der Marke MG, aber ohne die Marke Mini) an die britische Phoenix-Venture Group, die aus Marketing-Gründen ihre neue Autosparte nun MG Rover Group nannte.
Ab Mitte 2001 wurden in altbekannter Weise von den Rover-Modellen 25, 45 und 75 jeweils die sportlichen MG-Versionen ZR, ZS und ZT gebaut. Diese Modelle werden auch als MG-Z-Serie zusammengefasst. Der MG F erhielt ein überarbeitetes Nachfolgemodell (u. a. klassische Federung anstelle der Hydragasfederung und ein verwindungssteiferes Chassis) mit dem Traditionsnamen MG TF seines Vorgängers aus den 1950er-Jahren. 2001 baute man mit Lola zusammen sogar einen Rennwagen für das 24-Stunden-Rennen von Le Mans, den MG-Lola EX257. 2003 kaufte die MG Rover Group den italienischen Kleinserienhersteller Qvale Automotive Srl auf und stellte in der Folge 50 Stück des Mittelmotor-Sportwagens MG XPower SV her.
Letztendlich konnte sich die MG Rover Group nicht auf dem internationalen Automobilmarkt behaupten, da Marktanteil und Kapitalausstattung zu gering waren. Im April 2005 musste sie Konkurs anmelden.

### Nach 2005
Nach der Auflösung von Rover 2005 übernahm die chinesische Nanjing Automobile Group die Markenrechte. Dieses Unternehmen wurde aber selbst 2007 von Shanghai Automotive Industry Corporation (SAIC) übernommen. Seit 2006 gibt es die MG Motor UK Limited mit Sitz in Birmingham, die neun Jahre lang Autos endmontierte und mit Stand 2021 vier in China produzierte Modelle unter dem Markennamen MG vertreibt.

## Modellübersicht

### 1924–1939
| Typ                                | Bauzeitraum |
| ---------------------------------- | ----------- |
| MG 14/28                           | 1924–1928   |
| MG 14/40 Mark IV                   | 1927–1929   |
| MG 18/80 Mark I-III                | 1928–1932   |
| MG M-Type / C-Type / D-Type Midget | 1928–1933   |
| MG J1 / J2 Midget                  | 1932–1934   |
| MG J3 / J4 Supercharged            | 1932–1933   |
| MG PA / PB Midget                  | 1934–1936   |
| MG F1 / F2 / F3 / L1 / L2 Magna    | 1931–1934   |
| MG K1 / K2 / K3 / KN Magnette      | 1932–1935   |
| MG NA / NE Magnette                | 1934–1936   |
| MG VA                              | 1937–1939   |
| MG SA                              | 1937–1939   |
| MG WA                              | 1933–1939   |
| MG TA / TB                         | 1936–1939   |

### 1945–2008
| Typ                          | Bauzeitraum |
| ---------------------------- | ----------- |
| MG TC / TD / TF              | 1945–1955   |
| MG Series YA / YB / YT       | 1947–1953   |
| MG Magnette Series Z         | 1953–1958   |
| MGA                          | 1955–1962   |
| MGB                          | 1962–1979   |
| MGC                          | 1967–1969   |
| MG RV8                       | 1993–1995   |
| MG F / TF                    | 1995–2005   |
| MG Midget Mark I-IV          | 1961–1979   |
| MG 1100                      | 1962–1968   |
| MG 1300                      | 1967–1971   |
| MG Metro / Maestro / Montego | 1981–1990   |
| MG ZR / ZS / ZT / ZT-T       | 2001–2005   |
| MG-Lola EX257                | 2001–2002   |
| MG XPower SV / WR            | 2003–2008   |